# Protoevangelho de Tiago
O Proto-Evangelho de Tiago, também conhecido como Evangelho de Tiago e Evangelho da Infância de Tiago, é um evangelho apócrifo escrito provavelmente em 150. Esse título surgiu em fins do século XVI quando foi publicado, pois até então era chamado apenas de Livro de Tiago.
Muitos estudiosos[quais?]  consideram o seu texto muito remoto, anterior mesmo aos Evangelhos Canónicos ou até a base deles. A época e seu verdadeiro autor são desconhecidos. Embora tenha sido atribuído a Tiago Maior, filho de Zebedeu, alguns estudiosos refutam essa teoria, uma vez que o autor demonstra relativo desconhecimento do judaísmo.
Os Pais da Igreja, Orígenes, Clemente, Pedro de Alexandria, São Justino e São Epifânio citam este evangelho com muita frequência.

## A vida de Maria

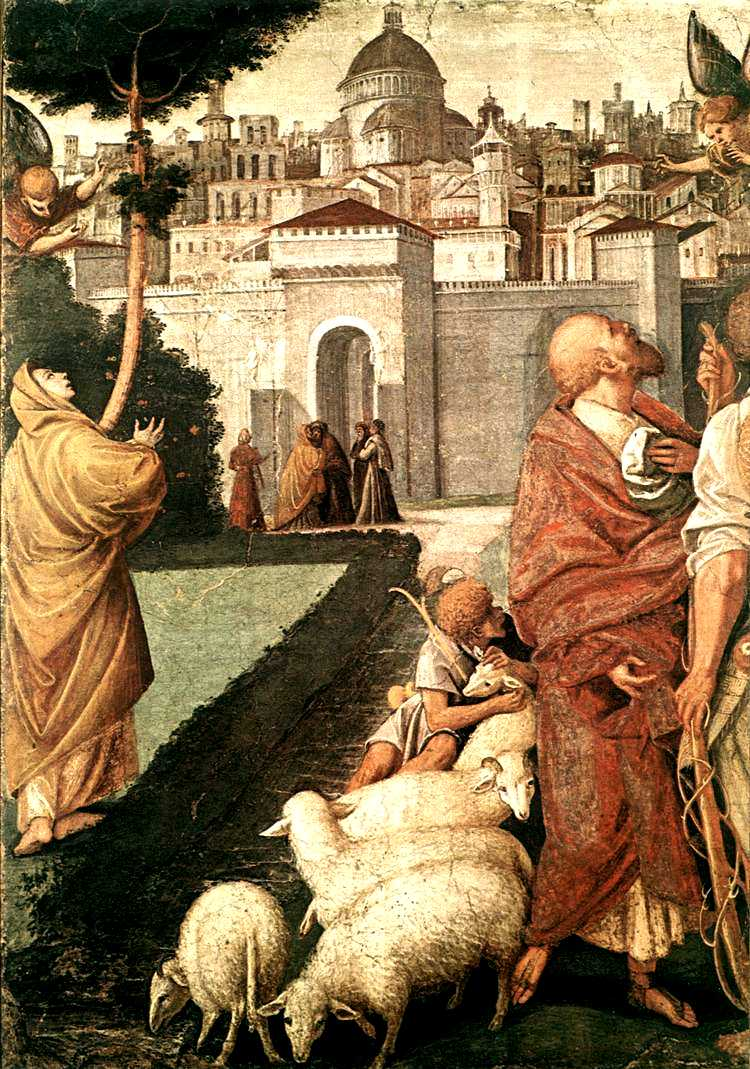
Anunciação a Joaquim e Anna, detalhe de um afresco por Gaudenzio Ferrari, 1544–45: Lendas extra-canônicas sobre o nascimento de Maria se tornaram parte importante da fé católica.

O texto conta a história da vida de Maria, filha de um homem rico chamado Joaquim, casado há muitos anos com Ana. O casal era infeliz por não conseguir ter filhos - fato percebido pela cultura judaica como um castigo de Deus. Joaquim decidiu então jejuar no deserto por 40 dias e 40 noites, pedindo a intervenção divina. Pouco depois, um anjo apareceu a Ana e disse-lhe: "Conceberás e darás à luz, e de tua prole se falará em todo o mundo."
Ana dedicou a menina a Deus. Construiu um santuário no quarto de Maria e, quando a menina completou três anos de idade, entregou-a ao Templo de Jerusalém. Ali, os sacerdotes sentaram a menina no terceiro degrau do altar e ela dançou.
Maria viveu no templo e Deus escolheu-lhe o noivo. Um anjo visitou Zacarias, o sumo sacerdote, e pediu-lhe que reunisse os descendentes de David em condições de se casarem. Cada um deveria trazer um ramo e colocar sobre o altar, pois Deus faria florir o ramo daquele que seria o noivo de Maria. O sinal de Deus foi uma pomba que descansou sobre o ramo de José, que tentou recusar, afirmando: "Tenho filhos e sou velho, enquanto ela é uma menina. Não quero ser sujeito a zombaria por parte dos filhos de Israel."